# Kurdistan occidental

Localisation des communautés de langue kurde au Moyen-Orient (Le Monde diplomatique, 2007)

Le Kurdistan syrien ou Kurdistan occidental (kurde : Rojavayê Kurdistanê) souvent nommé simplement Rojava en français, est composé de trois enclaves non contiguës le long des frontières turque et irakienne : Afrine au nord-ouest, Kobané au nord, et la Haute Djézireh de Syrie au nord-est,,,,,.
Anciennement partie de l'Empire ottoman, les régions kurdes de la Haute Mésopotamie et du nord de la Syrie ont été divisées par les frontières tracées lors de la partition de l'Empire ottoman à l'issue de la Première Guerre mondiale. Le Kurdistan syrien fait partie des terres attribuées à la France par le mandat français en Syrie et au Liban.
La région jouxte le Kurdistan turc (en kurde : Bakurê Kurdistanê) en Turquie et le Kurdistan irakien (en kurde : Başûrê Kurdistanê) en Irak,:273,:261,:2.

## Histoire

### Sous le mandat français

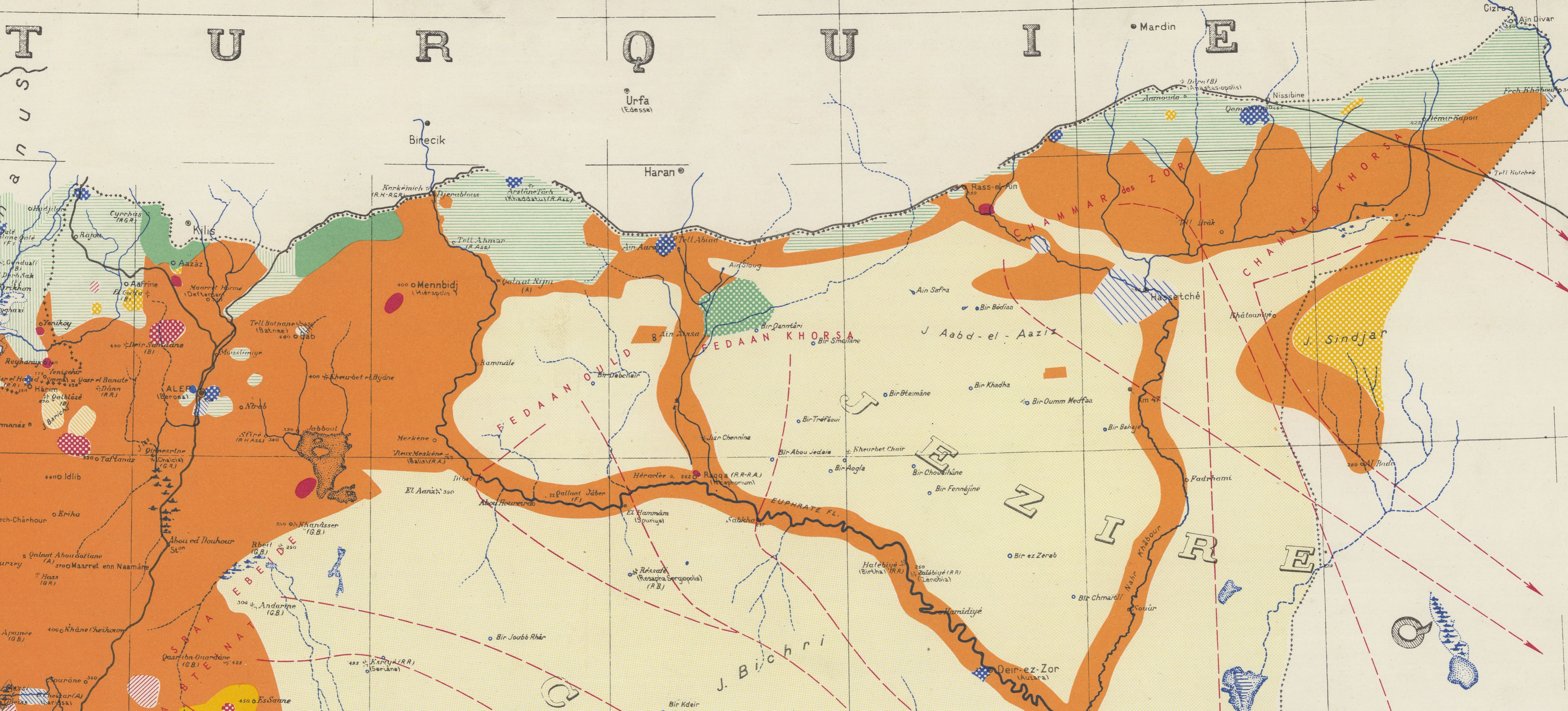
Kurdistan occidental (hachures horizontales vertes) au temps du mandat français (1935)

À la suite de la partition de l'Empire ottoman, la population kurde ottomane s'est retrouvée répartie en 1920 entre trois nouveaux Etats : la Turquie, le mandat britannique de Mésopotamie et le mandat français en Syrie et au Liban. Dans les années 1920, des revendications d'autonomie pour les régions à majorité kurde ont émergé. Une était portée par Nouri Kandy, un Kurde influent des montagnes kurdes, l'autre par des chefs tribaux kurdes de la confédération Barazi. Elles ont été ignorées par les autorités françaises du Mandat, qui ont inclut le Kurdistan occidental dans un éphémère État d'Alep qui disparaîtra lui-même rapidement au profit d'un Etat syrien unifié.  

### De l'indépendance à la guerre civile
De l'indépendance jusque dans les années 1980, les régions kurdes de Syrie étaient en général simplement considérées comme des « régions kurdes de Syrie ». Les partis kurdes locaux ne portaient aucun projet autonomiste et a fortiori d'État kurde indépendant.

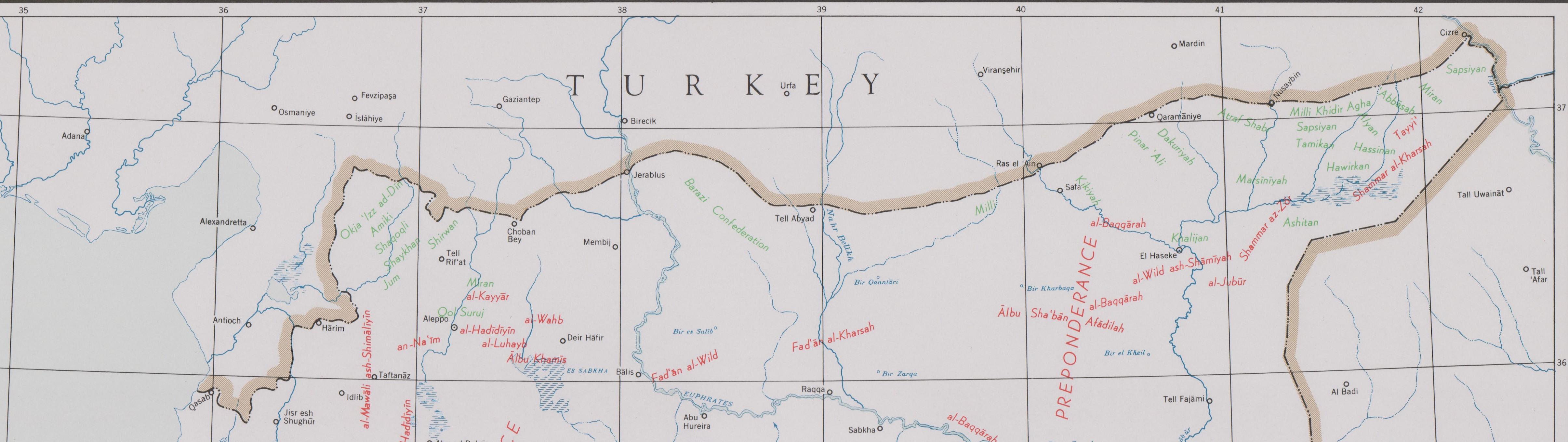
Tribus kurdes (en vert) du Kurdistan occidental (1951).

La présence du Parti des travailleurs du Kurdistan (PKK), qui s'est réfugié en Syrie avec l'accord du président Hafez al-Assad à la suite du coup d'État en Turquie de 1980, a renforcé le nationalisme kurde en Syrie alors que les partis kurdes locaux n'avaient pas de « projet politique clair » lié à l'identité kurde, en partie à cause de la répression politique du gouvernement syrien. Toutefois, le Parti de l'Union démocratique (PYD), filiale syrienne du PKK créée en 2003, ne défend pas la création d'un Etat kurde indépendant. mais appelle, comme les autres membre de l'Union des communautés du Kurdistan, à la suppression des frontières entre les Etats pour réunifier de façon indirecte le Kurdistan.

### Depuis le début de la guerre civile

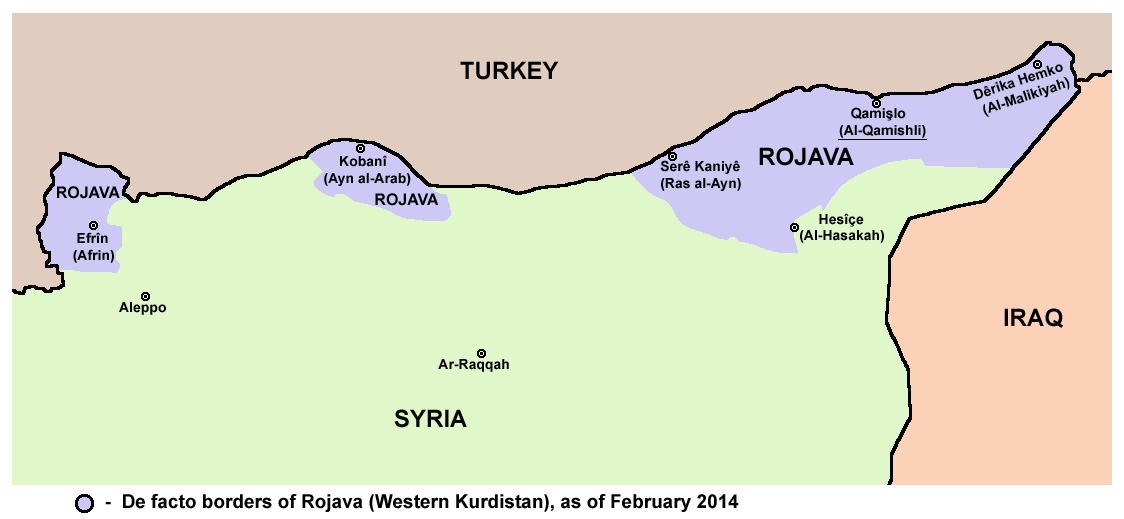
L'administration autonome du nord et de l'est de la Syrie en 2014, appelée « Kurdistan syrien » par le Projet kurde

Au début de la guerre civile syrienne en 2011, les zones habitées par les Kurdes dans le nord de la Syrie sont tombées sous le contrôle de factions dominées par les Kurdes. Le PYD a établi une Administration autonome du Nord et de l'Est de la Syrie qui, bien que couvrant un territoire plus vaste que le Kurdistan occidental, est parfois désigné sous ce nom ou celui de Rojava,,. Cependant, à mesure que l'administration dirigée par le PYD prenait le contrôle de zones de plus en plus diversifiées sur le plan ethnique, l'utilisation du « Rojava » pour le proto-Etat a été progressivement réduite dans les contextes officiels (mais pas par les habitants et les pays du monde entier,.  De plus, les populations kurdes occupent le long de la frontière turque trois zones étroites non contiguës, à savoir les régions d'Afrine, de Kobané et de Qamichli, raison pour laquelle certains auteurs ne parlent pas d’un « Kurdistan syrien » mais plutôt de « régions kurdes de Syrie ».

## Vision nationaliste kurde et contestations

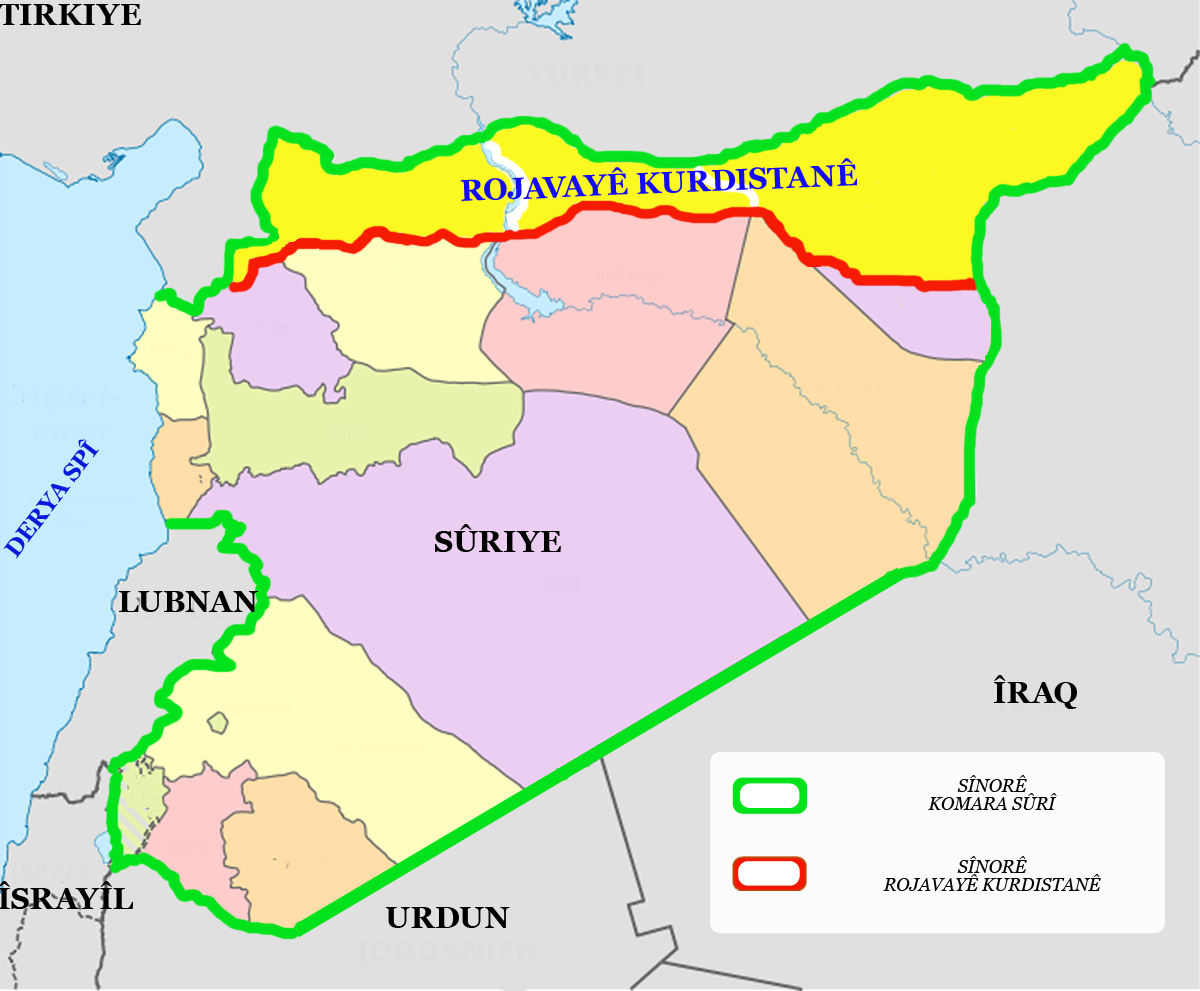
Vision nationaliste kurde du Kurdistan occidental, soutenue notamment par le Conseil national kurde

Les représentations les plus « généreuses » du Kurdistan syrien sont celles des nationalistes kurdes, qui ont produit des cartes qui montrent un Kurdistan syrien couvrant une bande étroite le long de la frontière entre la Syrie et la Turquie qui s'épaissit vers l'est.
Deux cartes d'Ekurd Daily de 2012 et 2013 couvraient tout le nord de la Syrie, y compris presque l'ensemble du gouvernorat d'al-Hasakah, le nord du gouvernorat de Deir ez-Zor, le nord du gouvernorat de Raqqa et le nord du gouvernorat d'Alep, ainsi que les régions du gouvernorat d'Idlib. limitrophe de la province turque de Hatay, dans le «Kurdistan occidental».
Une carte de 2015 par Nori Brimo, membre du Conseil national kurde (KNC), a été publiée, reflétant largement les cartes du quotidien Ekurd, mais incluant également la province de Hatay, donnant ainsi à cette version du Kurdistan occidental un accès à la Méditerranée. Ces cartes incluent les vastes étendues de zones à majorité arabe entre les principales régions kurdes.
Toutefois, le terme même de Kurdistan syrien est rejeté les partisans du nationalisme syrien et arabe comme alimentant les tensions ethniques régionales.

## Populations
Les Kurdes sont la plus grande minorité ethnique en Syrie et représentent entre 5 et 16 % de la population syrienne en 2011 - soit entre 1,6 et 2,5 millions de personnes, bien que ces chiffres n'incluent pas les Kurdes arabisés,,,,. La population kurde de Syrie est relativement petite par rapport aux populations kurdes des pays voisins, comme la Turquie (14,4–16 millions), l' Iran (7,9 millions) et l' Irak (4,7–6,2 millions). La majorité des Kurdes syriens parlent le kurmanji, un dialecte kurde parlé en Turquie et dans le nord-est de l'Irak et de l'Iran. De nombreux Kurdes de Syrie vivent à Alep et à Damas, qui ne sont pas considérés comme faisant partie du Kurdistan.

On estime qu'au début du XXe siècle, un nombre inconnu de Kurdes vivaient dans la région du Kurd-Dagh ; 16 000 Kurdes vivaient dans la région de Jarabulus ; et un nombre inconnu vivait dans la province de Jazira, où ils étaient probablement majoritaires.

Composition ethnique de la Syrie (en rose, les zones habitées par les Kurdes).

Dans les années 1920, après l'échec des rébellions kurdes en Turquie kémaliste, la province syrienne de Jazira connut un important afflux de populations kurdes. On estime que 25 000 Kurdes ont fui à ce moment vers la Syrie. Selon Stefan Sperl, ces nouveaux arrivants kurdes ne représentaient pas plus de 10 % de la population kurde de Jazira à l'époque. Tous ont obtenu la citoyenneté des autorités Mandataires françaises, qui ont reconnu leurs compétences agricoles. Les rapports officiels français montrent l'existence de 45 villages kurdes à Jazira avant 1927. Une nouvelle vague de réfugiés est arrivée en 1929. Les autorités mandataires ont continué à encourager la migration kurde vers la Syrie et, en 1939, les villages comptaient entre 700 et 800 habitants. L'estimation de Sperl contredit les estimations des géographes français Fevret et Gibert, qui estimaient qu'en 1953, sur les 146 000 habitants de Jazira, les Kurdes agricoles représentaient 60 000 individus (41 %), les Arabes nomades 50 000 (34 %) et les chrétiens 25 %.
Même si les Kurdes ont une longue histoire en Syrie, le gouvernement syrien a utilisé le fait que de nombreux Kurdes ont fui en Syrie dans les années 1920 pour affirmer que les Kurdes ne sont pas indigènes du pays et pour justifier ses politiques discriminatoires à leur encontre,. De nombreux Kurdes de langue arabe sont classés comme Arabes par le gouvernement syrien nationaliste arabe.